# Contact center
Il contact center, in italiano centro contatti, è un centro chiamate evoluto che integra le funzionalità di telecomunicazione con i sistemi informativi, aggiungendo all'utilizzo del mezzo telefonico (prima tradizionale ora Voip) altri strumenti o canali di comunicazione, quali: lo sportello fisico, la posta, il fax, la posta elettronica, il web, le messaggerie su telefoni cellulari, le videocomunicazioni, i sistemi di chat, ecc.
Un customer care (in alcuni casi chiamato anche customer service) e pure un help desk potrebbero essere strutturati attraverso contact center.
Come il meno evoluto call center (centro chiamate), dev'essere inteso come nuova modalità di gestione dei contatti e delle relazioni con clienti e cittadini, secondo una visione strategica e progettuale più ampia, volta a distinguere una cultura orientata al cliente.
Una differenza sostanziale tra i centri contatto ed i centri chiamate risiede nell'interattività. Il centro contatti svolge essenzialmente attività di supporto ed informazione ai clienti da cui riceve le chiamate telefoniche (inbound). 
Le attività dei contact center sono gestite da applicazioni software specifiche: sul mercato esistono da anni molti prodotti, da semplici a molto complessi.
Esiste la norma ISO 18295 "Certificazione dei centri di contatto" rispetto alla quale l'organizzazione può essere certificata.